# Hanns Freydank
Hanns Freydank (* 26. Dezember 1892 in Starkow, Kreis Rummelsburg; † 22. September 1971 in Halle/Saale; eigentlich Johannes Max Hermann Julius Freydank) war ein deutscher Montanhistoriker, Numismatiker und Genealoge.

## Leben
Geboren als Sohn eines Rittergutspächters in Starkow im Kreis Rummelsburg in Hinterpommern besuchte er das Gymnasium zu Stolp und später, durch einen Wohnortwechsel der Eltern bedingt, das  Domgymnasium in Kolberg. In München studierte er Kunstgeschichte und Philosophie bis zum Ausbruch des Ersten Weltkrieges, aus dem er als Leutnant der Reserve mit mehreren Verwundungen heimkehrte.
Als Bibliothekar des Numismatischen Instituts fand er in Halle eine Anstellung. Er nahm in der Folge ein Studium der Wirtschaftsgeschichte, Archäologie und Münzkunde wieder auf. Als Archivar der  Halleschen Pfännerschaft ordnete er die Archivbestände und richtete ein Werksmuseum der Mansfeld AG ein und erreichte Bekanntheit. Als Wissenschaftler wurde er durch seine Veröffentlichung Die Hallische Pfännerschaft im Mittelalter bekannt und promovierte in Folge an der [Universität Halle-Wittenberg] zum Dr.phil.
In den Jahren 1928 bis 1933 erschienen zahlreiche Publikationen, insgesamt sollen es ca. 900 Publikationen zur Heimat- und Wirtschaftsgeschichte des Mansfeldes gewesen sein.
1925 bis 1944 fungierte er als Schriftleiter der genealogischen Zeitschrift Ekkehard - Mitteilungsblatt deutscher Genealogischer Abende. 
1942 wurde er zum Vorstandsmitglied des Altertumsverein der Grafschaft Mansfeld zu Eisleben berufen.
Nach dem Zweiten Weltkrieg war Freydank bis zu seiner Pensionierung 1968 zeitweise an der Universitäts- und Landesbibliothek in Halle tätig.
Er verstarb am 22. September 1971 in Halle/Saale.

## Schriften
- Die Geschichte der Halleschen Pfännerschaft. 2 Bände. Riechmann, Halle (Saale), 1927–1930;
  - Band [1]: Die Hallesche Pfännerschaft im Mittelalter. 1927, (Zugleich: Halle (Saale), Universität, Dissertation, 1927);
  - Band 2: Die Hallesche Pfännerschaft 1500–1926. 1930.
- Goethe und Ramler. Graeger, Halle (Saale) 1928.
- Der Salzkorb im Wappen der Lutherischen Gemeinde zu Halle (Saale). Eine heraldische Betrachtung. Riechmann, Halle (Saale) 1928.
- Die Universität Halle. Ihre Anstalten, Institute und Kliniken, Stadt und Umgebung. Lindner-Verlag Fritz Lindner, Düsseldorf 1928.
- Ein Jeton des Salzwerks zu Salins in der Freigrafschaft Burgund aus dem Jahre 1540. Riechmann, Halle (Saale) 1929.
- Das Salz und seine Gewinnung in der Kulturgeschichte. In: Kali und verwandte Salze. Bd. 23, 1929, ISSN 0368-721X, S. 145–151, 161–168, 177–181.
- Die Halloren. (Ihr Werden und Wirken). Hendel-Druckerei, Halle (Saale) 1931.
- Halle in stürmischer Zeit. Bilder aus den Tagen der napoleonischen Herrschaft (= Hallische Nachrichten-Bücherei. 7, ZDB-ID 1118208-8). Hallische Nachrichten, Halle (Saale) 1932.
- Die Bildnisse des Goethe-Vaters (= Ekkehardbücherreihe. 2, ZDB-ID 1017848-X). Ekkehard, Halle (Saale) 1933.
- Die Königin Luise in Halle (= Hallische Nachrichten-Bücherei. 14). Hallische Nachrichten, Halle (Saale) 1934.
- Der Stammbaum des Mansfelder Grafenhauses. In: Ekkehard. Bd. 14, 1938, ZDB-ID 223727-1, S. 265–267.
- Fünfundsiebzig Jahre Mansfelder Pflastersteine. 1863–1938. Mansfelder Kupferschieferbauende Gewerkschaft, Eisleben 1939.
- Martin Luther und der Bergbau (= Bilder aus der Mansfelder Vergangenheit. 4, ZDB-ID 2553724-6). Mansfelder Heimatverlag Ernst Schneider, Eisleben-Lutherstadt 1939.
- Der Silberschatz der Halloren. Teil 1–2. Hallesche Pfännerschaft, Halle (Saale) 1939.
- Ein hallischer Studentenscherz vor hundert Jahren und seine Auswirkungen für die heutige Familienforschung. Hallische Nachrichten, Halle (Saale) 1939, (Erschien, in einer Auflage von 300 Stück, zur Jahreshauptversammlung der Bibliophilen 1939 in Halle (Saale)).
- Alexander von Humboldt und Kolberg. In: Kolberger Zeitung.  Nr. 222/223, 14./15. August 1943.
- Vom Brauchtum der Halloren. In: Der Anschnitt. Bd. 7, Nr. 1/2, 1955, S. 29–31.
- Die Hallorengläser der Salzwirker-Brüderschaft im Thal zu Halle. In: Der Anschnitt. Bd. 8, Nr. 1, 1956, S. 8–10.
- Alexander von Humboldt und der Bergbau. Zur 100. Wiederkehr seines Todestages am 6. Mai 1859. In: Zeitschrift für Erzbergbau und Metallhüttenwesen. Bd. 12, Nr. 8, 1959, ISSN 0372-848X, S. 381–388.